# Raoul Glaber
Raoul Glaber, vagy Ralph Glaber (azaz „Tarfejű Rudolf”, latinul: Rodulfus Glaber), (985 körül – 1047 körül) latin nyelven író középkori francia krónikás. Az 1000. év krónikásának is nevezik, mivel az első ezredforduló csodás eseményeiről emlékezik meg Historiarum libri quinque ab anno incarnationis DCCCC usque ad annum MXLIV (A történelem öt könyve a megtestesüléstől számított 900. évtől 1044-ig) című krónikájában.

## Művei és működése
Életéről csak annyi információval rendelkezünk, amennyit maga elárul műveiben. Valószínűleg 985-ben született Burgundiában. Már 12 évesen belépett a bencésekhez Champeaux-ban, a Saint-Léger-kolostorban, de hamar elbocsátották engedetlenség miatt. Ezt követően számos további kolostorban megfordult, mint például Moutiers Saint-Jean , Dijon Saint-Bénigne-ről, Auxerre Saint-Germainről elnevezett kolostoraiban, valamint Clunyben. 1010 körül megismerkedett egy, a clunyi szellemében élő szerzetessel, Volpianói Vilmossal, Jumieges apátjával. 1028 körül Itáliába ment Vilmossal, az út során az ő biztatására elkezdte írni Krónikáját, Odilo clunyi apátnak ajánlva azt. Glaber írt még egy életrajzot magáról Vilmosról is, valamikor 1031 körül Vita Sancti Guillelmi Abbatis Divionensis címmel. Életének vége felé ismét több kolostorban fordult meg, valószínűleg Moutiers kolostorában halt meg 1046-ban vagy 1047-ben. Krónikájában megemlékezik arról is, hogy megjelent számára az ördög testi valójában. Írásában megemlékezik egy Brendan nevű ír szerzetesről, aki társaival partra szállt egy szigeten, amiről később kiderült, hogy egy cethal.
Művét számos, elsősorban Franciaországgal és Angliával foglalkozó történész szakember, mint például Georges Duby annak bizonyítására hozza föl, hogy az emberekben volt egy félelemmel teli várakozás Európa milleniuma, az 1000. év közeledtével. Számos csodajel adta tudtul az egyszerű hívőnek, hogy Krisztus újra eljön, a világnak pedig vége szakad. Mások, így például Marc Bloch azonban arra hívják föl a figyelmet, hogy Glaber egy szűk földrajzi térben élt, annak a térségnek a babonáit gyűjtötte egybe, emiatt hiba lenne az egész kereszténységre, így például Bizáncra vagy a német és lengyel területekre is vonatkoztatni az 1000. év félelmét.

## Részlet művéből
Az Úr szenvedésétől számított ama ezres évben, amely az említett csapás nyomorúságait követte, az esőzések megszűntek, és az Isten jóságának és irgalmának ránk tekintése folytán az ég vidám orcával kezdett tündökölni. Kedvező szelek fújtak, hirdetve szelíd békéje által a Teremtő nagylelkűségét. Az egész föld vidám zöldbe öltözött, s termésének bőségével teljesen elűzte az ínséget. Ekkor kezdtek először Aquitania részein a püspökök, apátok és az egész népből a szent vallás ájtatos férfiai gyűléseket tartani, amelyekre sok szent testét és számtalan ereklyetartót vittek el. Ezután az arles-i és lyoni tartományokban, majd egész Burgundiában, egészen Franciaország határáig, az összes püspökségekben kihirdették, hogy az egész ország főpapjai és előkelői tartsanak zsinatokat a béke és a szent hit megújítására. Ezt hallva, az egész ország népe örvendezett és beleegyezett abba, a legnagyobbak, közepes állapotúak és a legkisebbek is, hogy készségesen fognak engedelmeskedni mindannak, amit az Egyház pásztorai parancsolnak, ugyanúgy, mintha az emberekhez itt a földön égből jövő szózat hangzana. Mert még mindenkit riadalomban tartottak az elmúlt idők általános csapásai: attól féltek, hogy a bőségesnek ígérkező termés gazdagságát esetleg elveszítik. Okiratot állítottak ki, melyben pontról pontra felsorolták, hogy mit nem szabad ezentúl tenniük, és azt is, hogy ájtatos ígéretükkel mit ajánlottak fel Istennek.